# Çıraklar, Ardeşen
Çıraklar là một xã thuộc huyện Ardeşen, tỉnh Rize, Thổ Nhĩ Kỳ. Dân số thời điểm năm 2010 là 104 người.